# Discographie de Vince Staples
La discographie de Vince Staples, rappeur américain, comprend l'ensemble des disques publiés au cours de sa carrière. 

## Albums

### Albums studio
| Titre                      | Détails | Classement des ventes | Classement des ventes | Classement des ventes | Classement des ventes | Classement des ventes | Classement des ventes | Classement des ventes | Classement des ventes | Classement des ventes | Classement des ventes | Certifications |
| Titre                      | Détails | AUS                   | CAN                   | US                    | US R&B                | BEL (FLA)             | IRL                   | NZ                    | PB                    | R-U                   | SUI                   | Certifications |
| -------------------------- | --- | --------------------- | --------------------- | --------------------- | --------------------- | --------------------- | --------------------- | --------------------- | --------------------- | --------------------- | --------------------- | -------------- |
| Summertime '06             | - Sortie : 30 juin 2015 - Label : Def Jam, ARTium, Blacksmith - Format(s) : CD, LP, téléchargement              | —                     | —                     | 39                    | 3                     | 180                   | —                     | —                     | —                     | —                     | —                     |                |
| Big Fish Theory            | - Sortie : 23 juin 2017 - Label : Def Jam, ARTium, Blacksmith - Format(s) : CD, LP, téléchargement              | 17                    | 19                    | 16                    | 11                    | 91                    | 39                    | 28                    | 60                    | 58                    | 48                    |                |
| FM!                        | - Sortie : 2 novembre 2018 - Label : Def Jam, ARTium, Blacksmith - Format(s) : CD, LP, téléchargement           | 47                    | 44                    | 37                    | 23                    | 129                   | 55                    | 40                    | 101                   | —                     | —                     |                |
| Vince Staples              | - Sortie : 9 juillet 2021 - Label : Blacksmith Recordings, Capitol Records - Format(s) : CD, LP, téléchargement |                       |                       |                       |                       |                       |                       |                       |                       |                       |                       |                |
| Ramona Park Broke My Heart | - Sortie : 8 avril 2022 - Label : Blacksmith Recordings, Capitol Records - Format(s) : CD, LP, téléchargement   |                       |                       |                       |                       |                       |                       |                       |                       |                       |                       |                |
| Dark Times                 | - Sortie : 24 mai 2024 - Label : Def Jam Recordings - Format(s) : CD, LP, téléchargement                        |                       |                       |                       |                       |                       |                       |                       |                       |                       |                       |                |

### EPs
| Titre         | Détails                                                                              | Classement des ventes | Classement des ventes | Classement des ventes |
| Titre         | Détails                                                                              | AUS                   | US                    | US R&B                |
| ------------- | ------------------------------------------------------------------------------------ | --------------------- | --------------------- | --------------------- |
| Hell Can Wait | - Sortie : 7 octobre 2014 - Label : ARTium, Def Jam - Format(s) : CD, téléchargement | —                     | 90                    | 15                    |
| Prima Donna   | - Sortie : 26 août 2016 - Label : ARTium, Def Jam - Format(s) : LP, téléchargement   | 35                    | 50                    | 6                     |

### Mixtapes
| Titre                                   | Détails                                                                      |
| --------------------------------------- | ---------------------------------------------------------------------------- |
| Shyne Coldchain Vol. 1                  | - Sortie : 30 décembre 2011 - Label : Auto-produit - Format : Téléchargement |
| Winter In Prague (avec Michael Uzowuru) | - Sortie : 15 octobre 2012 - Label : Auto-produit - Format : Téléchargement  |
| Stolen Youth (avec Larry Fisherman)     | - Released: 20 juin 2013 - Label : Auto-produit - Format : Téléchargement    |
| Shyne Coldchain II                      | - Released: 13 mars 2014 - Label : Auto-produit - Format : Téléchargement    |

## Chansons

### Singles
| Année | Single                          | Meilleure position | Meilleure position | Certifications | Album             |
| Année | Single                          | US R&B Bub.        | AUS                | Certifications | Album             |
| ----- | ------------------------------- | ------------------ | ------------------ | -------------- | ----------------- |
| 2012  | Vicoden                         | —                  | —                  | —              | Single            |
| 2014  | Blue Suede                      | —                  | —                  | —              | Hell Can Wait     |
| 2014  | Hands Up                        | —                  | —                  | —              | Hell Can Wait     |
| 2015  | Señorita                        | —                  | —                  | —              | Summertime '06    |
| 2015  | Get Paid (featuring Desi Mo)    | —                  | —                  | —              | Summertime '06    |
| 2015  | Norf Norf                       | —                  | —                  | - RIAA : Or    | Summertime '06    |
| 2017  | BagBak                          | —                  | —                  | —              | Big Fish Theory   |
| 2017  | Big Fish                        | 10                 | 82                 | —              | Big Fish Theory   |
| 2017  | Rain Come Down                  | —                  | —                  | —              | Big Fish Theory   |
| 2017  | &burn (featuring Billie Eilish) | —                  | —                  | —              | Don't Smile at Me |
| 2018  | Get the Fuck Off My Dick        | —                  | —                  | —              | Single            |